# Johan Ture Bielke
Johan Ture Bielke, senare Ture Stensson, född den 10 maj 1742, död den 22 mars 1792, var en svensk friherre och delaktig i mordet på Gustav III.

## Biografi
Johan Ture Bielke var son till Sten Carl Bielke och Hedvig Maria Brauner. Han ingick i yngre år med titeln kunglig sekreterare i konungens kansli. Då han bevistade riksdagen 1792 i Gävle valdes han till fullmäktig och ordförande i riksgäldskontoret. Han kom emellertid aldrig att inträda i denna befattning.

### Mordet på Gustav III

Glasburk med maginnehåll som innehöll arsenik från baron Ture Johan Bielke, 1792 - Livrustkammaren

Bielke deltog i sammansvärjningen mot Gustav III. Efter mordet tog han gift, för att på så sätt slippa de påföljder hans medbrottslingar drabbades av. När han låg för döden skickade han efter en präst, dåvarande kyrkoherden och sedermera biskopen Magnus Lehnberg, och erkände för honom sin delaktighet i mordkomplotten och redogjorde för de motiv han haft för att delta i den. Då han, trots Lehnbergs uppmaningar, envist nekade att förråda några av de sammansvurna, var Lehnberg svag nog att anmäla förhållandet till polisen. Polismästaren Nils Henric Liljensparre skyndade genast till Bielke för att förmå honom till bekännelse och anskaffa en läkare. Men trots alla ansträngningar avled Bielke några få timmar efter att han tagit giftet. 
Sedan Svea hovrätt hade fått Lehnberg att berätta vad Bielke hade anförtrott honom under bikten, dömde rätten att Bielke »förverkat adeligt namn och värdighet samt att Ture Stenssons döda kropp skulle av skarprättaren utföras samt grävas i galgbacken neder». Domen gick också i verkställighet. Med Johan Bielke utgick på svärdssidan den friherrliga ätten Bielke. Han var sedan 1768 gift med Hedvig Charlotta von Fuhrman.